# Leptonetoidea
Leptonetoidea é uma superfamília de aranhas araneomorfas com 6 olhos que contém três famílias.

## Taxonomia
A superfamília Leptonetoidea integra as seguintes famílias:
- Leptonetidae
- Ochyroceratidae
- Telemidae